# Classifica a squadre (Giro d'Italia)
La classifica a squadre al Giro d'Italia è una delle classifiche accessorie della corsa a tappe italiana, istituita nel 1909. Consiste in una graduatoria a tempi che riguarda le squadre partecipanti.

## Storia
La classifica fu ideata sin dalla prima edizione della competizione, nel 1909.  
L'attuale classifica viene stilata in base ai tre migliori piazzamenti dei ciclisti di ogni tappa. In caso di parità, le squadre interessate verranno decise dalla somma dei piazzamenti ottenuti dai loro tre migliori corridori all'arrivo. Nel 2012 la prima squadra ha ricevuto un bonus di 500 euro, la seconda un bonus di 300 euro e l'ultima un bonus di 100 euro. Per questo premio sono stati quindi assegnati complessivamente 18.900 euro durante la corsa (21 tappe).

## Albo d'oro
Aggiornato all'edizione 2025.
| Anno      | Squadre                                             | Nazione                                             |
| --------- | --------------------------------------------------- | --------------------------------------------------- |
| 1909      | Atala-Dunlop                                        | Italia                                              |
| 1910      | Atala-Continental                                   | Italia                                              |
| 1911      | Bianchi                                             | Italia                                              |
| 1912      | Atala-Dunlop                                        | Italia                                              |
| 1913      | Maino                                               | Italia                                              |
| 1914      | Stucchi–Dunlop                                      | Italia                                              |
| 1915-1918 | Non disputato a causa della prima guerra mondiale   | Non disputato a causa della prima guerra mondiale   |
| 1919      | Stucchi–Dunlop                                      | Italia                                              |
| 1920      | Bianchi                                             | Italia                                              |
| 1921      | Bianchi-Dunlop                                      | Italia                                              |
| 1922      | Legnano-Pirelli                                     | Italia                                              |
| 1923      | Legnano-Pirelli                                     | Italia                                              |
| 1924      | sconosciuto                                         | sconosciuto                                         |
| 1925      | Legnano-Pirelli                                     | Italia                                              |
| 1926      | Legnano-Pirelli                                     | Italia                                              |
| 1927      | Legnano-Pirelli                                     | Italia                                              |
| 1928      | Legnano-Torpedo                                     | Italia                                              |
| 1929      | Legnano-Torpedo                                     | Italia                                              |
| 1930      | Bianchi                                             | Italia                                              |
| 1931      | Legnano-Hutchinson                                  | Italia                                              |
| 1932      | Legnano-Hutchinson                                  | Italia                                              |
| 1933      | Legnano-Clément                                     | Italia                                              |
| 1934      | Gloria                                              | Italia                                              |
| 1935      | Fréjus                                              | Italia                                              |
| 1936      | Legnano-Wolsit                                      | Italia                                              |
| 1937      | Fréjus                                              | Italia                                              |
| 1938      | Gloria-Ambrosiana                                   | Italia                                              |
| 1939      | Fréjus                                              | Italia                                              |
| 1940      | Gloria                                              | Italia                                              |
| 1941-1945 | Non disputato a causa della seconda guerra mondiale | Non disputato a causa della seconda guerra mondiale |
| 1946      | Legnano-Pirelli                                     | Italia                                              |
| 1947      | Welter                                              | Italia                                              |
| 1948      | Wilier Triestina                                    | Italia                                              |
| 1949      | Wilier Triestina                                    | Italia                                              |
| 1950      | Fréjus-Superga                                      | Italia                                              |
| 1951      | Taurea                                              | Italia                                              |
| 1952      | Bianchi-Pirelli                                     | Italia                                              |
| 1953      | Ganna-Ursus                                         | Italia                                              |
| 1954      | Girardengo                                          | Italia                                              |
| 1955      | Atala                                               | Italia                                              |
| 1956      | Atala                                               | Italia                                              |
| 1957      | Legnano                                             | Italia                                              |
| 1958      | Carpano                                             | Italia                                              |
| 1959      | Atala                                               | Italia                                              |
| 1960      | Ignis                                               | Italia                                              |
| 1961      | Faema                                               | Italia                                              |
| 1962      | Flandria                                            | Belgio                                              |
| 1963      | Carpano                                             | Italia                                              |
| 1964      | Saint-Raphaël-Gitane-Dunlop                         | Francia                                             |
| 1965      | Salvarani                                           | Italia                                              |
| 1966      | Molteni                                             | Italia                                              |
| 1967      | KAS-Kaskol                                          | Spagna                                              |
| 1968      | Faema                                               | Italia                                              |
| 1969      | Faema                                               | Italia                                              |
| 1970      | Faemino-Faema                                       | Italia                                              |
| 1971      | Molteni                                             | Italia                                              |
| 1972      | Molteni                                             | Italia                                              |
| 1973      | Molteni                                             | Italia                                              |
| 1974      | KAS-Kaskol                                          | Spagna                                              |
| 1975      | Brooklyn                                            | Italia                                              |
| 1976      | Brooklyn                                            | Italia                                              |
| 1977      | Flandria-Velda-Latina Assicurazioni                 | Belgio                                              |
| 1978      | Bianchi-Faema                                       | Italia                                              |
| 1979      | Sanson-Luxor TV-Campagnolo                          | Italia                                              |
| 1980      | Bianchi-Piaggio                                     | Italia                                              |
| 1981      | Bianchi-Piaggio                                     | Italia                                              |
| 1982      | Bianchi-Piaggio                                     | Italia                                              |
| 1983      | Zor-Gemeaz Cusin                                    | Italia                                              |
| 1984      | Renault-Elf                                         | Francia                                             |
| 1985      | Alpilatte-Cierre                                    | Italia                                              |
| 1986      | Supermercati Brianzoli                              | Italia                                              |
| 1987      | Panasonic-Isostar                                   | Paesi Bassi                                         |
| 1988      | Carrera Jeans-Vagabond                              | Italia                                              |
| 1989      | Fagor-MBK                                           | Francia                                             |
| 1990      | ONCE                                                | Spagna                                              |
| 1991      | Carrera Jeans-Tassoni                               | Italia                                              |
| 1992      | GB-MG Maglificio                                    | Italia                                              |
| 1993      | Lampre-Polti                                        | Italia                                              |
| 1994      | Carrera Jeans-Tassoni                               | Italia                                              |
| 1995      | Gewiss-Ballan                                       | Italia                                              |
| 1996      | Carrera Jeans-Tassoni                               | Italia                                              |
| 1997      | Kelme-Costa Blanca                                  | Spagna                                              |
| 1998      | Mapei-Bricobi                                       | Italia                                              |
| 1999      | Vitalicio Seguros-Grupo Generali                    | Spagna                                              |
| 2000      | Mapei-Quick Step                                    | Italia                                              |
| 2001      | Alessio                                             | Italia                                              |
| 2002      | Alessio                                             | Italia                                              |
| 2003      | Lampre                                              | Italia                                              |
| 2004      | Saeco                                               | Italia                                              |
| 2005      | Liquigas-Bianchi                                    | Italia                                              |
| 2006      | Phonak Hearing Systems                              | Svizzera                                            |
| 2007      | Saunier Duval-Prodir                                | Spagna                                              |
| 2008      | CSF Group-Navigare                                  | Italia                                              |
| 2009      | Astana Qazaqstan Team                               | Kazakistan                                          |
| 2010      | Liquigas-Doimo                                      | Italia                                              |
| 2011      | Astana Qazaqstan Team                               | Kazakistan                                          |
| 2012      | Lampre-ISD                                          | Emirati Arabi Uniti                                 |
| 2013      | Team Sky                                            | Regno Unito                                         |
| 2014      | AG2R La Mondiale                                    | Francia                                             |
| 2015      | Astana Qazaqstan Team                               | Kazakistan                                          |
| 2016      | Astana Qazaqstan Team                               | Kazakistan                                          |
| 2017      | Movistar Team                                       | Spagna                                              |
| 2018      | Team Sky                                            | Regno Unito                                         |
| 2019      | Movistar Team                                       | Spagna                                              |
| 2020      | Ineos Grenadiers                                    | Regno Unito                                         |
| 2021      | Ineos Grenadiers                                    | Regno Unito                                         |
| 2022      | Bahrain Victorious                                  | Bahrein                                             |
| 2023      | Bahrain Victorious                                  | Bahrein                                             |
| 2024      | Decathlon AG2R La Mondiale Team                     | Francia                                             |
| 2025      | UAE Team Emirates XRG                               | Emirati Arabi Uniti                                 |